# أندي بيترسون
أندي بيترسون (بالإنجليزية: Andy Petterson)‏ (26 سبتمبر 1969 في أستراليا - ) هو لاعب كرة قدم أسترالي في مركز حراسة المرمى. لعب مع إيبسويتش تاون وبرادفورد سيتي وبرايتون أند هوف ألبيون وتشارلتون أثلتيك وديري سيتي وروشدين ودايموندز وسويندون تاون وكولتشستر يونايتد ونادي بليموث أرجايل ونادي بورتسموث ونادي بورنموث ونادي توركي يونايتد ونادي ساوثيند يونايتد ونادي فارنبوروه ونادي لوتون تاون ونادي والسول ونوتس كاونتي ونيوكاسل يونايتد جتس ووست بروميتش ألبيون ووولفرهامبتون واندررز وPerth RedStar FC ‏.

## وصلات خارجية
- أندي بيترسون على موقع قاعدة بيانات كرة القدم.إي يو (الإنجليزية)
- أندي بيترسون على موقع Soccerbase.com (لاعب) (الإنجليزية)
- أندي بيترسون على موقع عالم كرة القدم.نت (الإنجليزية)